# Wi Kuki Kaa
Wi Kuki Kaa (16. prosinca 1938. – 19. veljače 2006. u Wellingtonu), je bio maorski glumac rodom iz Novog Zelanda. Umro je u 67. godini života. 

## Uloge
Wi Kuki Kaa je igrao uloge u 14 serija i filmova.
Prva mu je uloga Rolloa 1971. u seriji 'Homicide', a kasnije, od 1971. do 1973., javlja se i u nekoliko epizoda serije 'Spyforce' i još nekim serijama. 
Zapaženije uloge su u filmovima Utu (1983. kao Wiremu) i najpoznatija kao kralj Tynah u filmu Bounty (1984.). Ostali filmovi gdje je igrao su Kingpin (1985. kao Mr Nathan), Ngati (1987.), Linda's Body (1990. kao Hemi), Te Rua (1991. kao Rewi), Dijamant iz Jerua (2001. kao Inghai); Turangawaewae (2002. kao Tiare); i posljednja, godinu dana prije smrti, u River Queen (2005. kao stari Rangi).

## Vanjske poveznice
- Wi Kuki Kaa u internetskoj bazi filmova IMDb-u (engl.)